# Achaik
Achaik – postać biblijna.
Postać występująca w Nowym Testamencie w 1 Liście do Koryntian (16, 17 BT) apostoła Pawła. Razem z Stefanasem i Fortunatem mieli doręczyć apostołowi pismo Koryntian zawierające pytania (1 Kor 7, 1). Zaliczany do grona Siedemdziesięciu dwóch wysłańców Jezusa Chrystusa.